# Батанґгарі
Батанґгарі, інші назви Батанґ-Гарі, Джамбі (індонез. Batang Hari, англ. Batang Hari River) — найдовша річка острова Суматра в Індонезії.

## Загальний опис
Річка бере початок на висоті 1531 метр над рівнем моря на схилі гори Расан (2585 м) у провінції Західна Суматра. Спочатку тече на південь, потім повертає на схід. Протікає через кілька округів провінцій Західна Суматра (Південний Солок, Дхармасрая) і Джамбі (Бунго, Тебо, Батангхарі, Муаро-Джамби, Східний Танджунг-Джабунг), впадає в протоку Берхала, яка належить до басейну Південнокитайського моря.
Басейн річки Харі є другим за величиною річковим басейном Індонезії, який займає площу 49 000 км². Приблизно 76 % загальної площі водозбору знаходиться в провінції Джамбі, інші 24 % — в провінції Західна Суматра. Довжина річки 800 км.
Річка судноплавна до міста Джамбі (155 км від гирла). Найбільше місто і порт на берегах річці — Джамбі (750 857 мешканців). Транс-Суматранське шосе (AH25) перетинає річку у Джамбі.
У басейні річки є родовища золота, які й дали острову назву Swarnadwipa, що в перекладі із санскриту означає «Золотий острів».
Діяльність підприємств гірничодобувної промисловості і вирубка лісів у басейні річки впливають на річковий стік, збільшують ерозію ґрунту на берегах річок, а також збільшують замулювання річки, особливо в нижній течії. Все це призвело до того, що вода в річці швидко піднімається під час сезону дощів і, навпаки, швидко відступає під час сухого сезону.
Для охорони природи створений національний парк Керінчі-Себлат площею 1 375 000 га і національний парк Бербак площею 162 700 га.